# Bruchidius cisti
Bruchidius cisti är en skalbaggsart som först beskrevs av Fabricius 1775.  Bruchidius cisti ingår i släktet Bruchidius och familjen bladbaggar. Inga underarter finns listade i Catalogue of Life.